# 3340 Yinhai
3340 Yinhai eller 1979 TK är en asteroid i huvudbältet som upptäcktes den 12 oktober 1979 av Purple Mountain-observatoriet i Nanjing, Kina. Den är uppkallad efter stadsdelen Yinhai i den kinesiska staden Beihai.
Den tillhör asteroidgruppen Flora.